# Dudinka
Dudinka (en ruso: Дуди́нка) es un pueblo en el krai de Krasnoyarsk, Rusia. Fue el centro administrativo de Antiguo ókrug autónomo de Taimiria, que el 1 de enero de 2007 fue incorporado al krai de Krasnoyarsk. Es un puerto del curso inferior del río Yeniséi accessible para buques de transporte marítimo.
Dudinka fue fundado en 1667 como campamento de invierno, y se le reconoció la categoría de pueblo en 1951. En Dudinka nació la famosa poetisa rusa Olga Martýnova.
En Dudinka se gestionan las cargas hacia y desde la Norilsk Mining and Smelting Factory y desde allí se despachan metales no ferrosos, carbón y mineral. En 1969, se construyó en la zona el gasoducto Messoyaja-Dudinka-Norilsk que transporta gas natural.

## Mapas

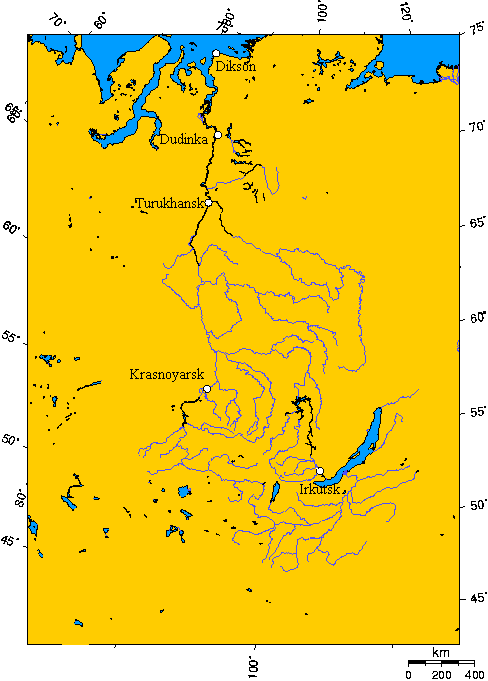
Dudinka en un mapa del río Yeniséi
En un mapa del mar de Láptev
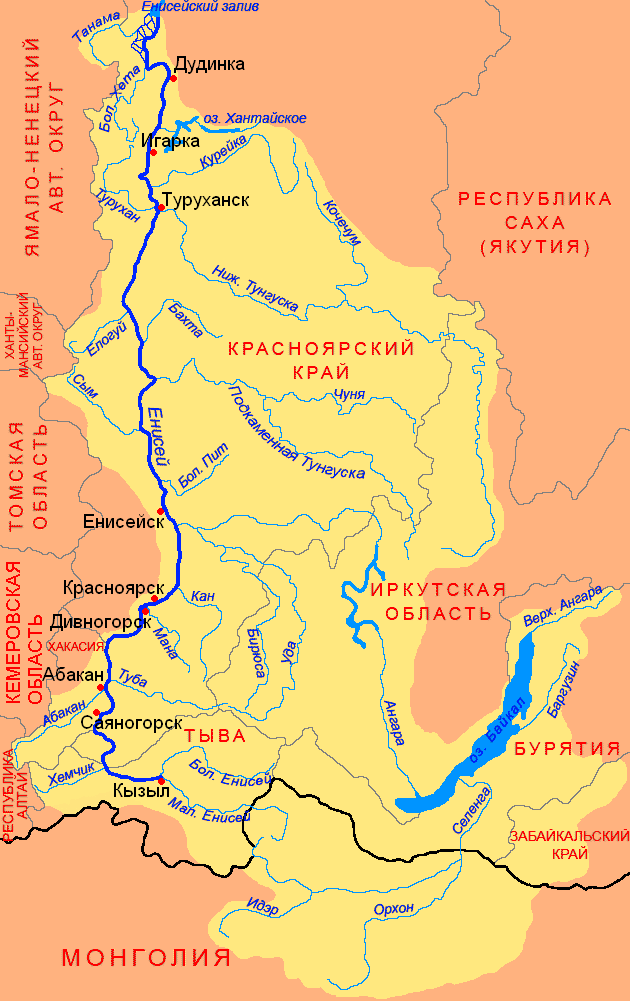
En un mapa en ruso del Yeniséi; (Дуди́нка)
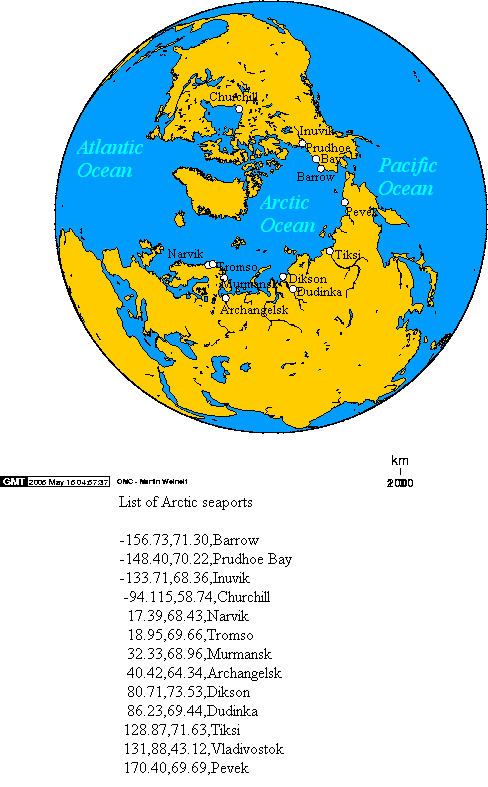
Y en un mapa del océano Ártico

## Clima
| Parámetros climáticos promedio de Dudinka (1981-2010) | Parámetros climáticos promedio de Dudinka (1981-2010) | Parámetros climáticos promedio de Dudinka (1981-2010) | Parámetros climáticos promedio de Dudinka (1981-2010) | Parámetros climáticos promedio de Dudinka (1981-2010) | Parámetros climáticos promedio de Dudinka (1981-2010) | Parámetros climáticos promedio de Dudinka (1981-2010) | Parámetros climáticos promedio de Dudinka (1981-2010) | Parámetros climáticos promedio de Dudinka (1981-2010) | Parámetros climáticos promedio de Dudinka (1981-2010) | Parámetros climáticos promedio de Dudinka (1981-2010) | Parámetros climáticos promedio de Dudinka (1981-2010) | Parámetros climáticos promedio de Dudinka (1981-2010) | Parámetros climáticos promedio de Dudinka (1981-2010) |
| Mes                                                   | Ene.                                                  | Feb.                                                  | Mar.                                                  | Abr.                                                  | May.                                                  | Jun.                                                  | Jul.                                                  | Ago.                                                  | Sep.                                                  | Oct.                                                  | Nov.                                                  | Dic.                                                  | Anual                                                 |
| ----------------------------------------------------- | ----------------------------------------------------- | ----------------------------------------------------- | ----------------------------------------------------- | ----------------------------------------------------- | ----------------------------------------------------- | ----------------------------------------------------- | ----------------------------------------------------- | ----------------------------------------------------- | ----------------------------------------------------- | ----------------------------------------------------- | ----------------------------------------------------- | ----------------------------------------------------- | ----------------------------------------------------- |
| Temp. máx. abs. (°C)                                  | -0.3                                                  | -0.6                                                  | 4.2                                                   | 8.8                                                   | 26.5                                                  | 31.2                                                  | 32.3                                                  | 30.0                                                  | 24.5                                                  | 12.3                                                  | 2.7                                                   | 0.7                                                   | 32.3                                                  |
| Temp. máx. media (°C)                                 | -22.7                                                 | -22.3                                                 | -15.8                                                 | -9.3                                                  | -1.1                                                  | 11.1                                                  | 19.1                                                  | 15.8                                                  | 7.4                                                   | -4.8                                                  | -16.3                                                 | -21.1                                                 | -5                                                    |
| Temp. media (°C)                                      | -26.9                                                 | -26.6                                                 | -21.2                                                 | -15.1                                                 | -5.0                                                  | 6.7                                                   | 13.8                                                  | 11.2                                                  | 4.0                                                   | -7.9                                                  | -20.5                                                 | -25.1                                                 | -9.4                                                  |
| Temp. mín. media (°C)                                 | -31.0                                                 | -30.8                                                 | -26.0                                                 | -20.2                                                 | -8.5                                                  | 3.3                                                   | 9.5                                                   | 7.6                                                   | 1.4                                                   | -10.9                                                 | -24.7                                                 | -29.3                                                 | -13.3                                                 |
| Temp. mín. abs. (°C)                                  | -56.7                                                 | -55.0                                                 | -52.1                                                 | -45.4                                                 | -32.6                                                 | -14.2                                                 | -0.8                                                  | -2.5                                                  | -20.2                                                 | -38.8                                                 | -48.7                                                 | -53.5                                                 | -56.7                                                 |
| Precipitación total (mm)                              | 44                                                    | 38                                                    | 34                                                    | 30                                                    | 30                                                    | 37                                                    | 44                                                    | 59                                                    | 50                                                    | 59                                                    | 46                                                    | 48                                                    | 519                                                   |
| Nevadas (cm)                                          | 54                                                    | 65                                                    | 69                                                    | 70                                                    | 62                                                    | 6                                                     | 0                                                     | 0                                                     | 0                                                     | 12                                                    | 32                                                    | 45                                                    | 415                                                   |
| Días de lluvias (≥ 1 mm)                              | 0.03                                                  | 0                                                     | 0.1                                                   | 1                                                     | 6                                                     | 13                                                    | 15                                                    | 17                                                    | 16                                                    | 5                                                     | 0.3                                                   | 0.1                                                   | 73.5                                                  |
| Días de nevadas (≥ 1 mm)                              | 24                                                    | 22                                                    | 21                                                    | 18                                                    | 18                                                    | 6                                                     | 0.2                                                   | 0.4                                                   | 9                                                     | 24                                                    | 23                                                    | 24                                                    | 189.6                                                 |
| Horas de sol                                          | 2                                                     | 32                                                    | 131                                                   | 227                                                   | 245                                                   | 229                                                   | 308                                                   | 196                                                   | 86                                                    | 48                                                    | 7                                                     | 0                                                     | 1511                                                  |
| Humedad relativa (%)                                  | 75                                                    | 75                                                    | 75                                                    | 75                                                    | 79                                                    | 74                                                    | 69                                                    | 78                                                    | 82                                                    | 84                                                    | 79                                                    | 76                                                    | 76.8                                                  |
| Fuente n.º 1: Погода и климат                         |                                                       |                                                       |                                                       |                                                       |                                                       |                                                       |                                                       |                                                       |                                                       |                                                       |                                                       |                                                       |                                                       |
| Fuente n.º 2: NOAA (Horas de sol, 1961-1990)          |                                                       |                                                       |                                                       |                                                       |                                                       |                                                       |                                                       |                                                       |                                                       |                                                       |                                                       |                                                       |                                                       |